# Cuauhtémoc (distrikt)

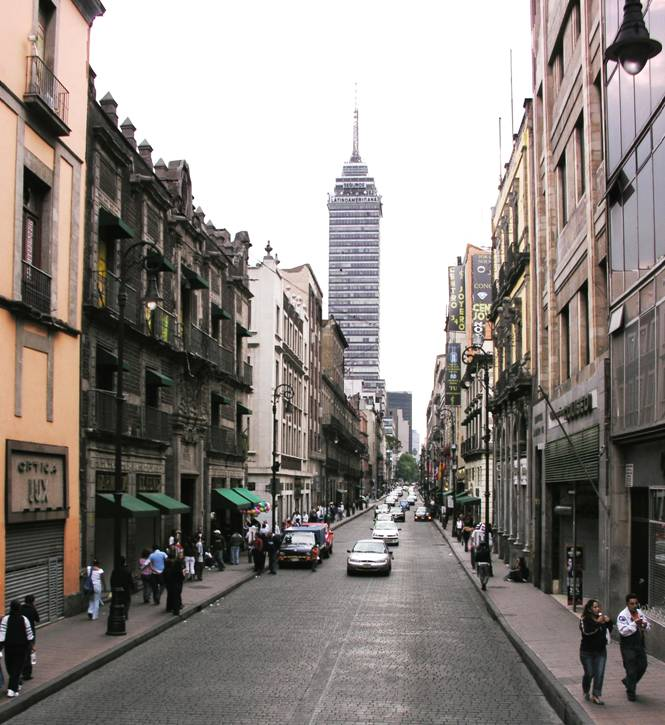
Avenida Madero i riktning mot Torre Latinoamericana.

Cuauhtémoc är en av Mexico Citys 16 distrikt, delegación. Distriktet har fått sitt namn efter aztekernas siste kung. 
Här finns bland andra colonias Centro (den gamla stadskärnan) med kolonial bebyggelse runt Zocalo, Roma och Condesa där denna del av staden byggdes framför allt under första delen av 1900-talet här finns en tjurfäktningsarena och tidigare fanns det även en hästkapplöpningsbana. Mer kända delar (colonias) är Zona rosa och Roma.
I Roma ligger Mexico Citys enda kvarvarande cigarrfabrik, där man tillverkar handrullade cigarrer med tobak från Veracruz.
Zona rosa (sp. rosa distriktet) var traditionellt ett finare fest- och restaurangområde, men har på senare tid blivit mer rött i nöjesutbudet.
Större stråk som korsar genom är;  Paseo de la Reforma och Insurgentes.